# Julian Alden Weir

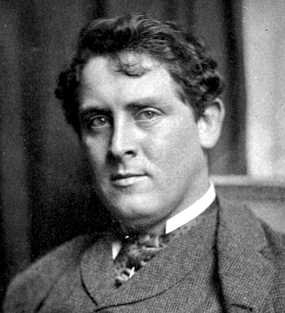
Julian Alden Weir, Ende des 19. Jahrhunderts.

Julian Alden Weir (* 30. August 1852 in West Point, New York; † 8. Dezember 1919), häufig zu J. Alden Weir verkürzt, war ein US-amerikanischer Maler des Impressionismus.

## Leben und Werk
John Alden Weir war der Sohn des Malers Robert Walter Weir, der zudem Professor an der Militärakademie war. Auch sein Bruder John Ferguson Weir war Maler und leitete von 1869 bis 1913 die Yale University School of Fine Arts. Seine erste künstlerische Ausbildung erhielten beide Brüder bei ihrem Vater, Julien Alden Weir ging anschließend an die National Academy of Design nach New York City und studierte dort Malerei.
Von 1873 bis 1877 reiste er nach Europa, um in Paris weiter zu studieren. Hier wurde er vor allem von Jean-Léon Gérôme ausgebildet, zusammen mit dem finnischen Maler Albert Edelfelt, der ein lebenslanger Freund wurde. 1875 konnte Weir mit A Brittany Interior sein erstes Gemälde im Pariser Salon ausstellen, bei dessen Motivwahl er sich von seinem Freund Jules Bastien-Lepage inspirieren ließ. Weir lehnte zu dieser Zeit sowohl die Kunst der französischen Impressionisten als auch die Malerei von James McNeill Whistler ab, bei denen er zu wenig Form und Zeichnung kritisierte. Whistler selbst lernte er 1877 in London persönlich kennen.
Im Herbst 1877 kehrte Weir in die USA zurück und ließ sich in New York City nieder, obwohl er auch in den späteren Jahren regelmäßig nach Europa reiste. Im gleichen Jahr war er einer der Gründer der Society of American Artists, deren Präsident er 1882 wurde. Im Jahr 1878 begann er mit der Ausbildung anderer Künstler, zuerst an der Cooper Union, später an der Art Students League. Seine eigene Malerei konzentrierte sich zu dieser Zeit auf die Porträt- und Genremalerei. Besonderen Anklang fanden seine Blumenstillleben sowie die so genannten Bric-a-bracs, die mit denen von John La Farge verglichen wurden. Ab 1883 pendelte Weir zwischen seiner Stadtwohnung in New York und seiner Farm in Branchville in Connecticut. Inspiriert durch die Bilder Édouard Manets sowie eine Ausstellung französischer Impressionisten in New York 1886 wandte er sich nun auch diesem Kunststil zu, indem er erste impressionistische Landschaftsbilder mit kurzen Pinselstrichen produzierte. Besonders in Branchville entstanden entsprechend viele dieser Landschaftsbilder und 1887 ließ sich dort auch Weirs Freund John Henry Twachtman nieder. Ab 1887 begann Weir zudem, sich stärker auf die Druckgrafik und Kaltnadelradierung zu konzentrieren.

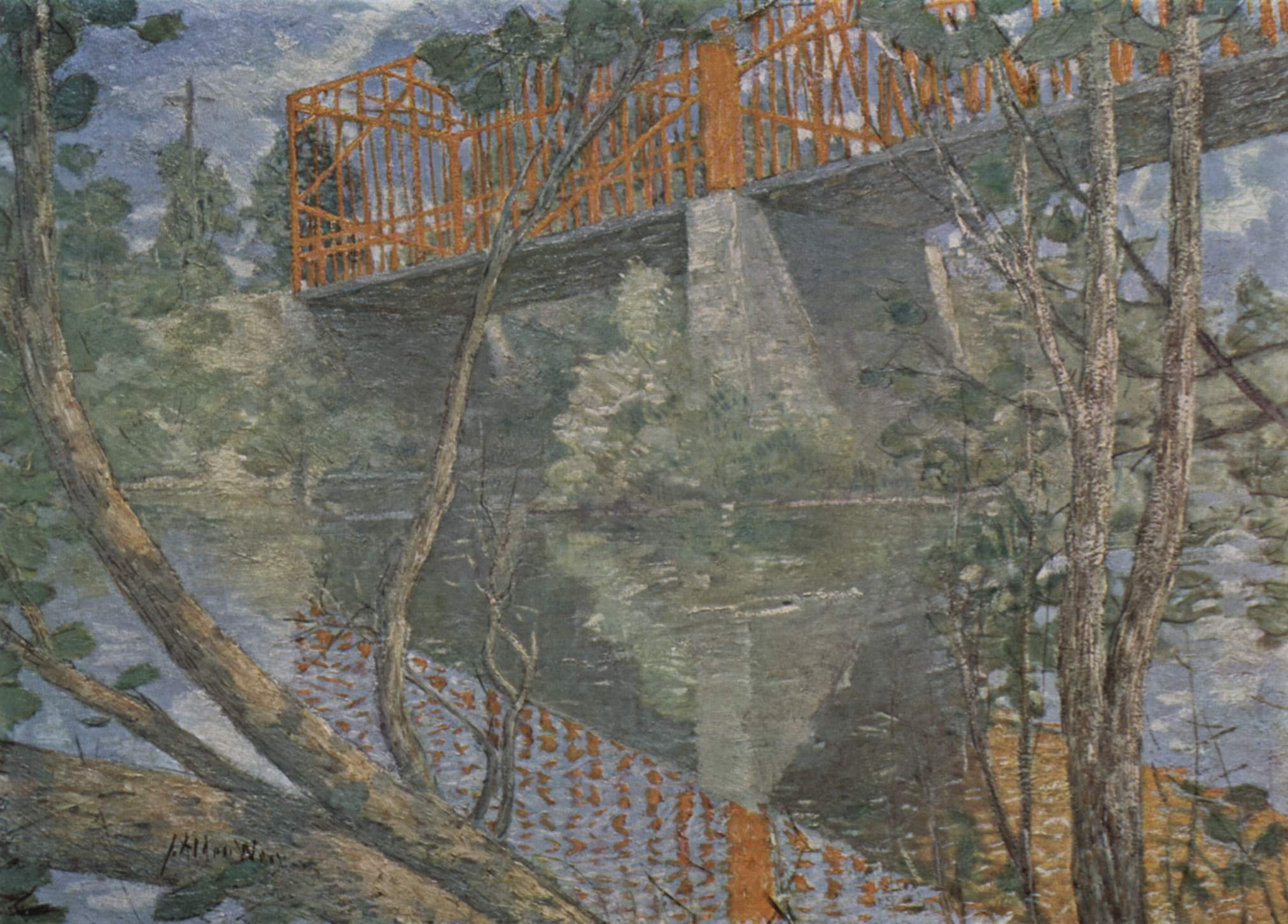
Julian Alden Weir: The Red Bridge, 1895

1888 wurde das Gemälde Idle Hours vom Metropolitan Museum of Art in New York gekauft und auf der Pariser Weltausstellung Exposition Universelle de Paris 1889 erhielt Weir eine Silbermedaille. In den folgenden Jahren entwickelte er seinen persönlichen Stil weiter und integrierte neue Elemente wie beispielsweise die Motive japanischer Drucke in seine Malerei. 1895 entstand mit The Red Bridge eines seiner bekanntesten Landschaftsbilder, auf dem eine frisch gestrichene Eisenbrücke in einer ruhigen Landschaft dargestellt ist. Mit diesem und anderen Bildern verbindet Weir die Schönheit der Natur und Landschaft mit dem Element der modernen Industrie. 1893 schloss er die Arbeiten an dem bei ihm in Auftrag gegebenen Wandgemälde der Weltausstellung World Columbian Exposition in Chicago ab.
1892 starb seine erste Frau und Weir heiratete 1893 erneut. Er war zu dieser Zeit als Kunstkenner bekannt und beriet verschiedene Sammler bei der Zusammenstellung ihrer Sammlungen. Dabei legte er vor allem Wert auf die modernen Künstler Frankreichs und machte insbesondere Manet und Gustave Courbet in den USA bekannt. 1898 wurde er gemeinsam mit Childe Hassam und Twachtman zum Mitbegründer der Künstlergruppe Ten American Painters während er sich enttäuscht über die sehr konservative Entwicklung der Society of American Artists zeigte. Weir intensivierte zudem seine Kontakte zur Association of American Painters and Sculptors und wurde kurzzeitig dort als Präsident eingesetzt. 1904 erhielt Weir zwei Auszeichnungen für seine Bilder auf der Weltausstellung Louisiana Purchase Exposition in St. Louis und 1911 wurden seine Werke in einer groß angelegten Retrospektive gezeigt, die in mehreren Städten der amerikanischen Ostküste und des Mittleren Westens zu sehen war. 1913 fand mit seiner Unterstützung die Armory Show in New York statt, auf der er selbst 25 Gemälde ausstellte. Er selbst zeigte sich weiterhin progressiv, konnte die radikalen Veränderungen der Kunst zur Moderne jedoch nicht aktiv mittragen und blieb bis zu seinem Lebensende romantisch impressionistisch.
Im Jahr 1915 wurde Weir zum Präsidenten der National Academy of Design in New York berufen, als deren Mitglied (NA) er schon 1886 gewählt worden war. Diese Funktion konnte Weir allerdings aus gesundheitlichen Gründen nur bis 1917 ausüben, zwei Jahre darauf verstarb er. 1924 wurde er postum durch eine Gedächtnisausstellung im Metropolitan Museum of Art gewürdigt.

## Galerie

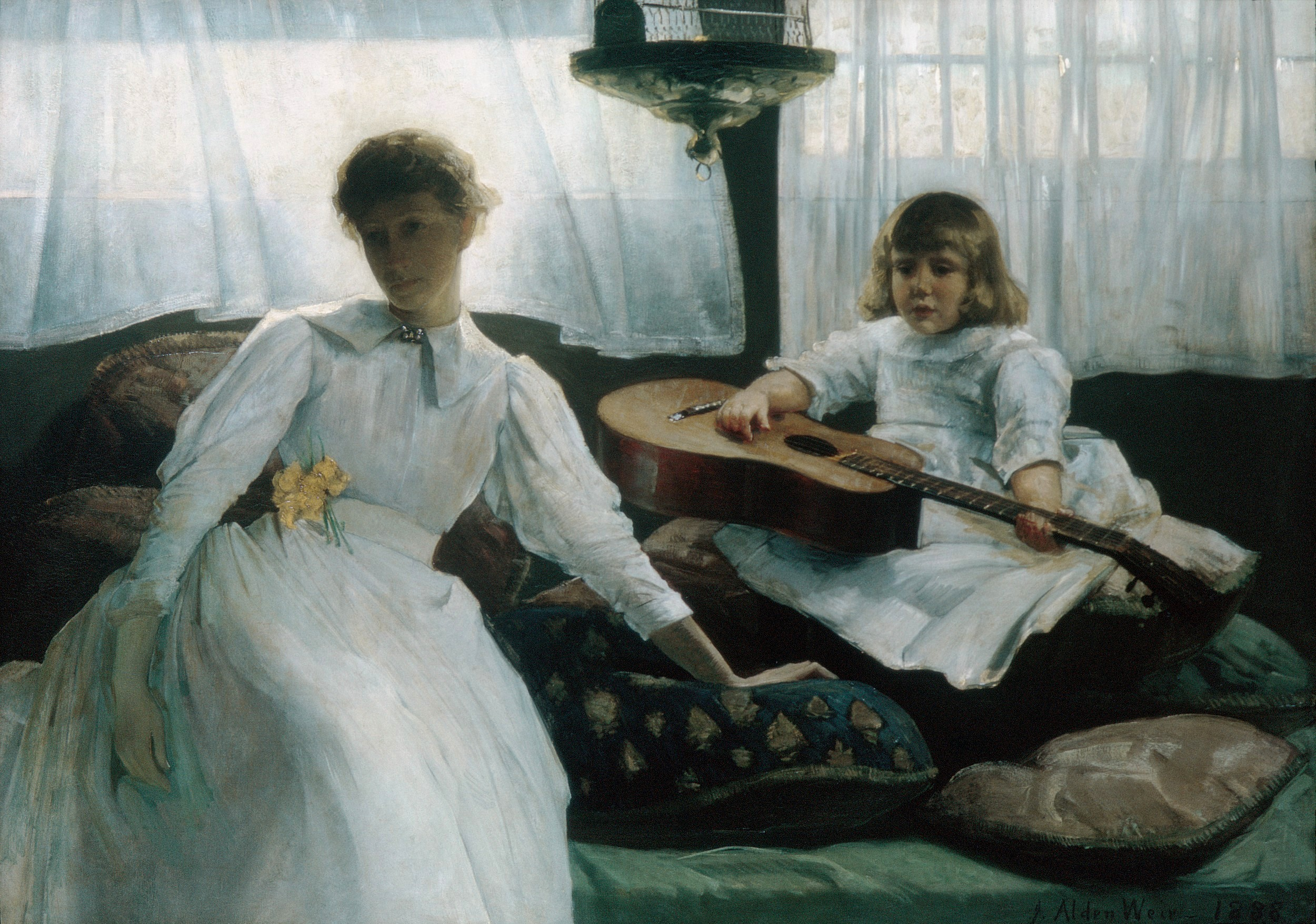
Idle Hours, 1888
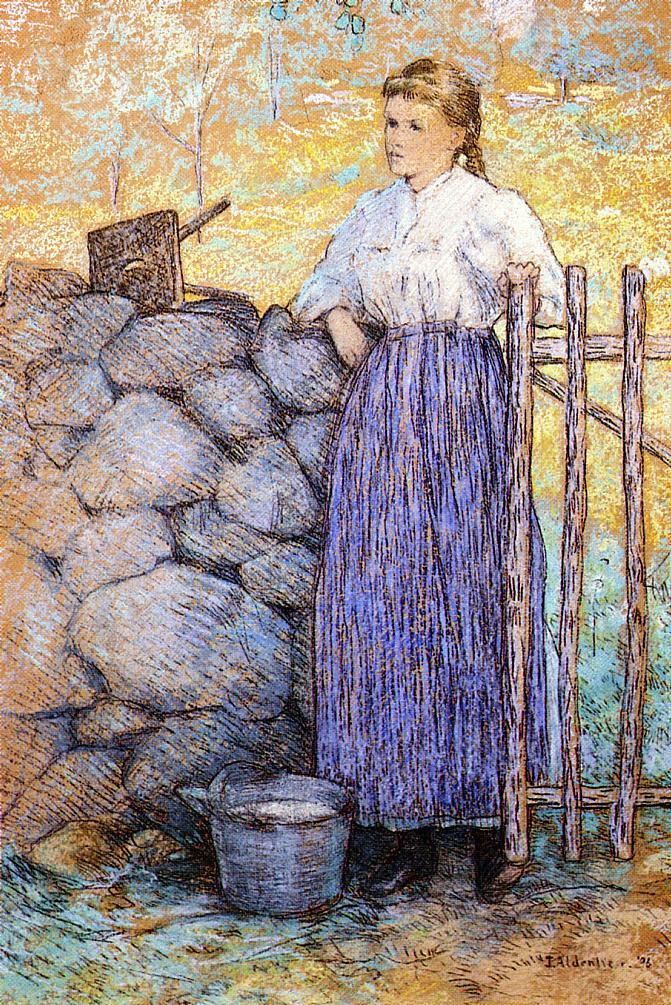
Girl Standing by a Gate, 1896
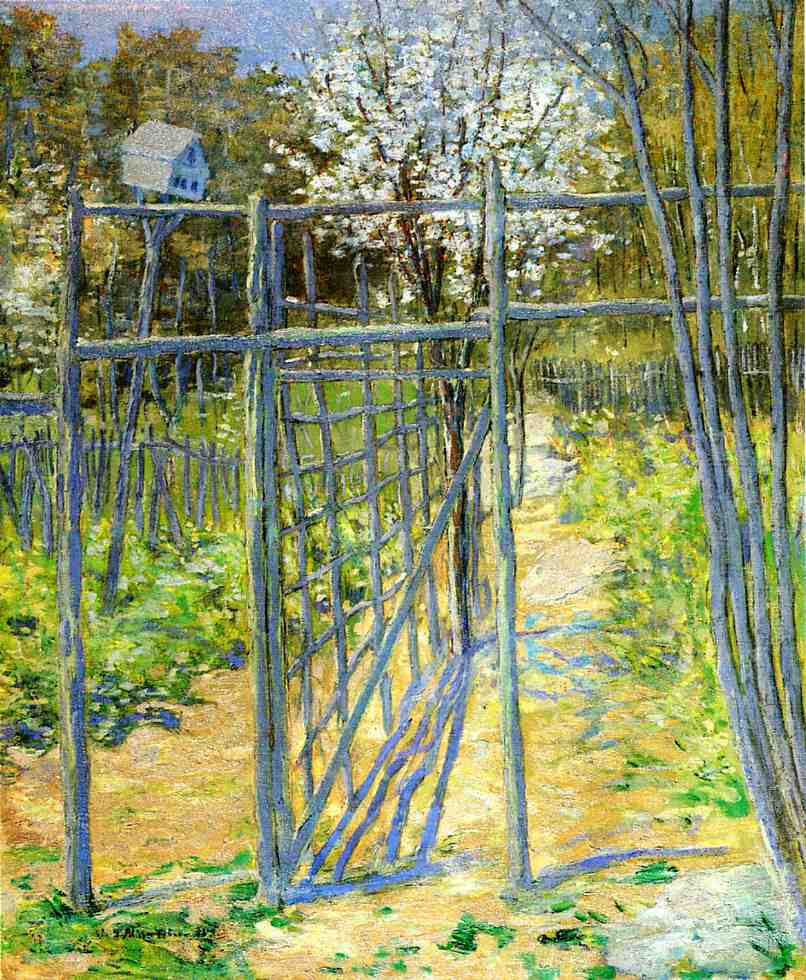
The Grey Trellis, 1891
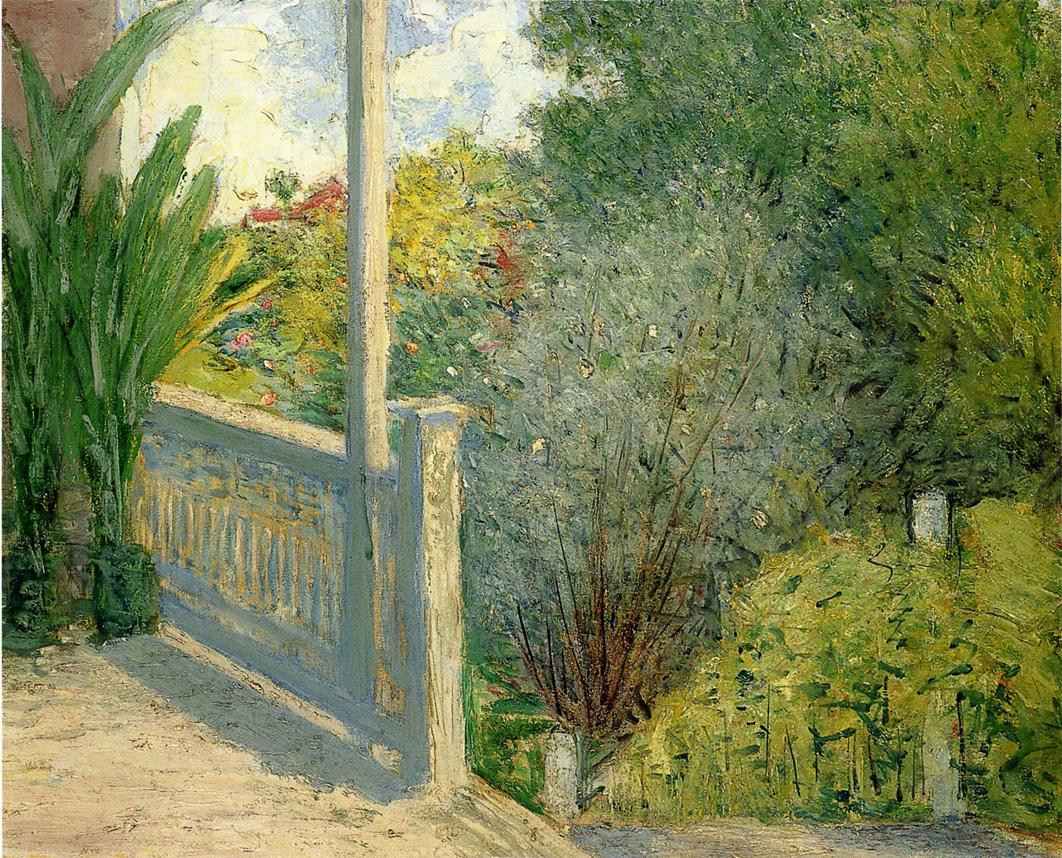
The Veranda, 1900
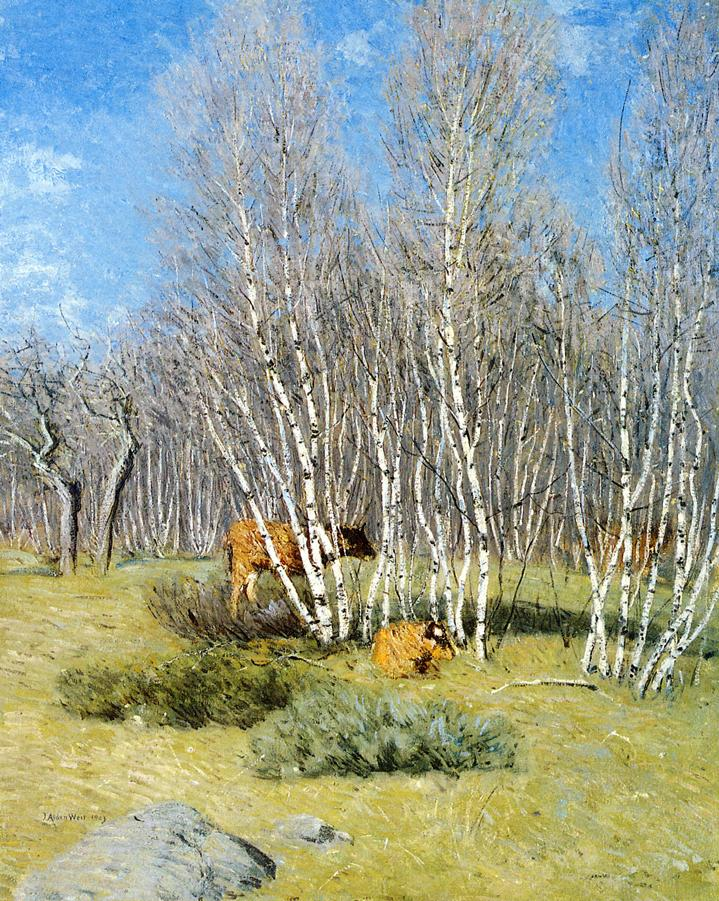
The Birches, 1903
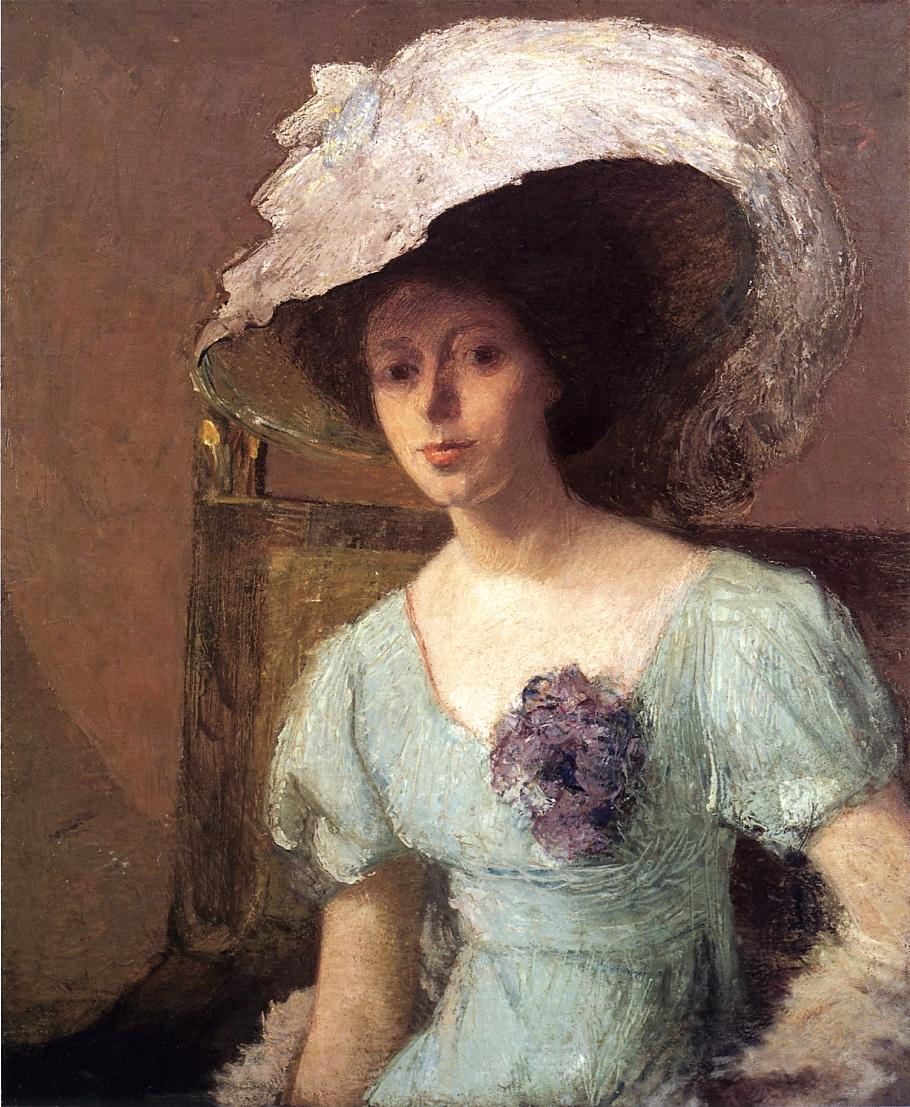
The Blue Gown, um 1907
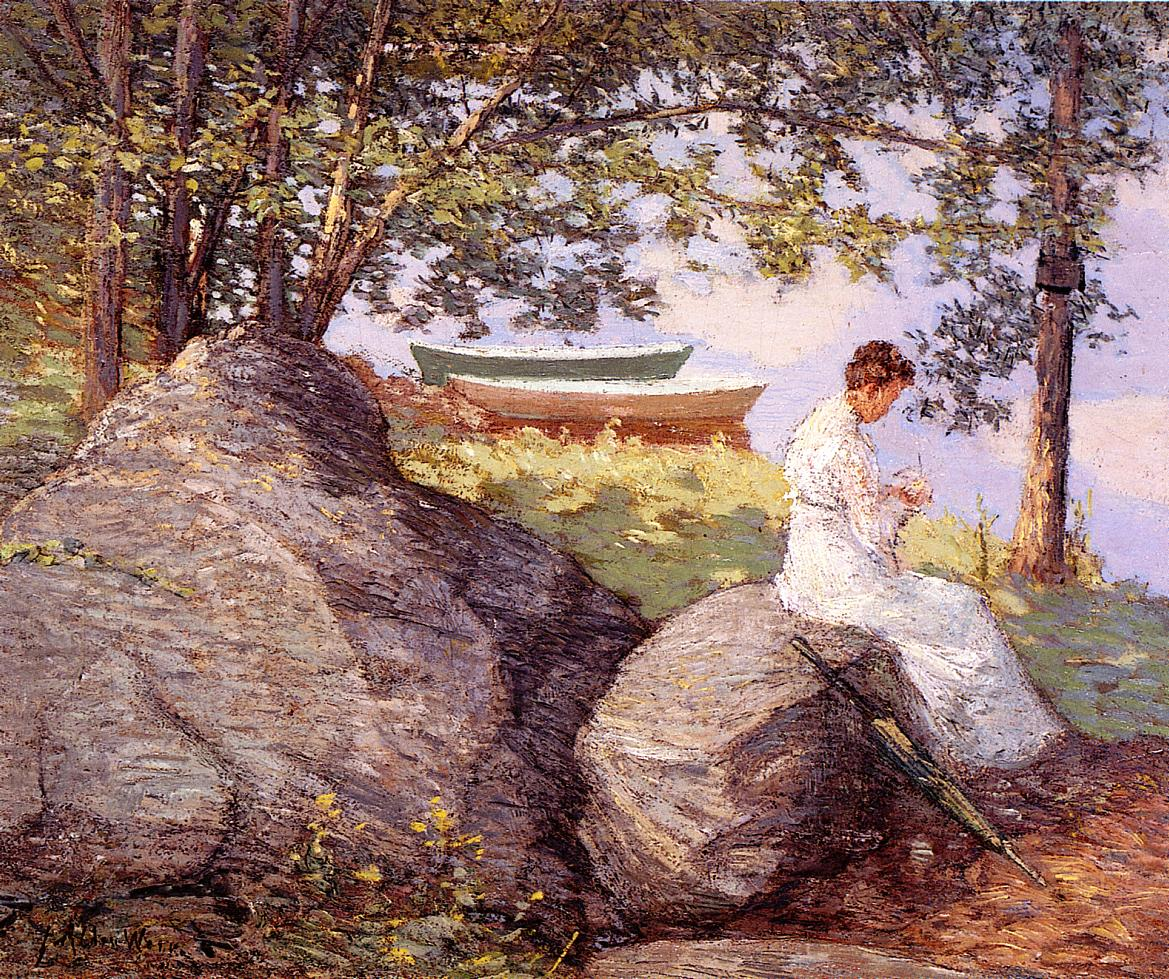
On the Shore, etwa 1909
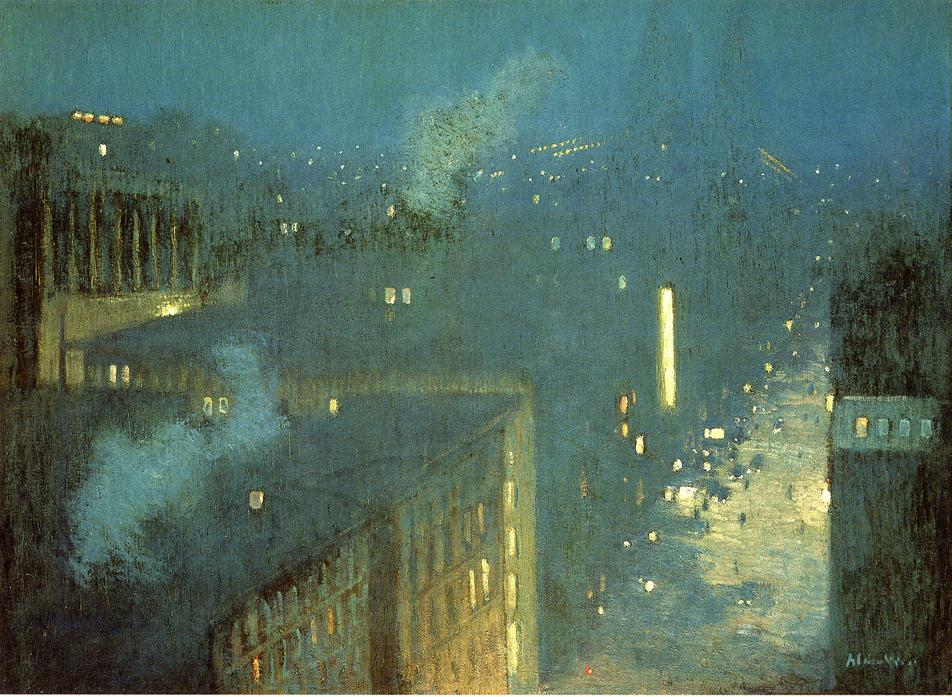
Nocturne, Queensboro Bridge, 1910